# Caprimulgus batesi
Noitibó-de-bates ou noitibó-da-floresta (Caprimulgus batesi) é uma espécie de noitibó da família Caprimulgidae.
Pode ser encontrada nos seguintes países: Camarões, República Centro-Africana, República do Congo, República Democrática do Congo, Gabão e Uganda.